# Berufsverband der Augenärzte Deutschlands
Der Berufsverband der Augenärzte Deutschlands e. V. (BVA) ist ein Zusammenschluss und Interessenvertretung von etwa 90 % der deutschen Augenärzte und einer der ersten demokratisch organisierten fachärztlichen Berufsverbände in Deutschland. Seine Hauptaufgaben bestehen in der Wahrnehmung, Förderung und Vertretung von berufspolitischen, arbeitsrechtlichen, fachlichen, wissenschaftlichen und informationellen Interessen seiner Mitglieder. Neben Fort- und Weiterbildung sowie Bereitstellung wissenschaftlicher und standespolitischer Informationen gehört die Qualitätssicherung und -kontrolle des Fachgebietes zu den weiteren Aufgabenschwerpunkten des Verbandes. Der BVA ist Mitglied im Spitzenverband Fachärzte Deutschlands e. V. (SpiFa).
Eine enge Kooperation besteht mit dem wissenschaftlichen Zusammenschluss deutscher Augenärzte, der Deutschen Ophthalmologische Gesellschaft (DOG). Hierbei wurden durch beide Verbände eine Reihe von Kommissionen zu unterschiedlichen Themenschwerpunkten ins Leben gerufen, unter anderem augenärztliche Fortbildung, Recht, internationale Ophthalmologie oder augenheilkundliche Leitlinien.
Der Berufsverband der Augenärzte Deutschlands e. V. ist in 17 Landesverbände gegliedert. Er unterhält eine Reihe von Fachressorts zur Bearbeitung berufspolitischer, fachlicher und standesrechtlicher Fragestellungen:
- Arbeitsmedizin und Berufsgenossenschaft
- Assistentenbeauftragte
- Augenärztliche Diagnostik-Centren (ADC)
- Augenärztliches Assistenzpersonal
- Bildgebende Verfahren
- Complementäre und alternative Medizin (CAM)
- EBO
- Farbensehen
- Gebührenordnung
- Internet
- Kontaktlinsen
- Ophthalmochirurgie
- Ophthalmologische Elektrophysiologie
- Ophthalmologische Optik
- Praxisführung, Struktur und Technik
- Presse
- Privatärzte
- Psychosomatik in der Augenheilkunde
- Qualitätsmanagement
- Recht
- Rechtsophthalmologie
- Sportophthalmologie
- Strabologie und Neuroophthalmologie
- Trockenes Auge
- UEMS/SMO (Europavertretung)
- Verkehrsophthalmologie

Die Mitglieder werden in einer Delegiertenversammlung durch 70 ordentliche Mitglieder vertreten. Diese wählen den Vorstand. 1. Vorsitzender ist zurzeit (Stand Januar 2020) Peter Heinz (niedergelassener Augenarzt aus Schlüsselfeld), der den Aachener Augenarzt und Hochschullehrer Bernd Bertram in dieser Position ablöste. Der Sitz der Bundesgeschäftsstelle befindet sich in Düsseldorf.